# Metekhi
Metekhi (georgià: მეტეხი) és un barri històric de Tbilisi, Geòrgia, situat al penya-segat elevat que domina el Riu Kura. El barri acull l'església de la Nativitat de la Mare de Déu de Metekhi.

## Història
Aquest districte fou una de les zones més antigament habitades del territori de la ciutat. Segons la tradició, el rei Vakhtang I Gorgasali hi va aixecar una església i una fortalesa que també servia de residència reial; d’aquí prové el nom de Metekhi, que data del segle XII i significa literalment "la zona al voltant del palau". La tradició sosté que també fou el lloc on fou enterrada la màrtir del segle v, santa Shushanik. Tanmateix, cap d’aquestes estructures va sobreviure a la invasió dels mongols l’any 1235.

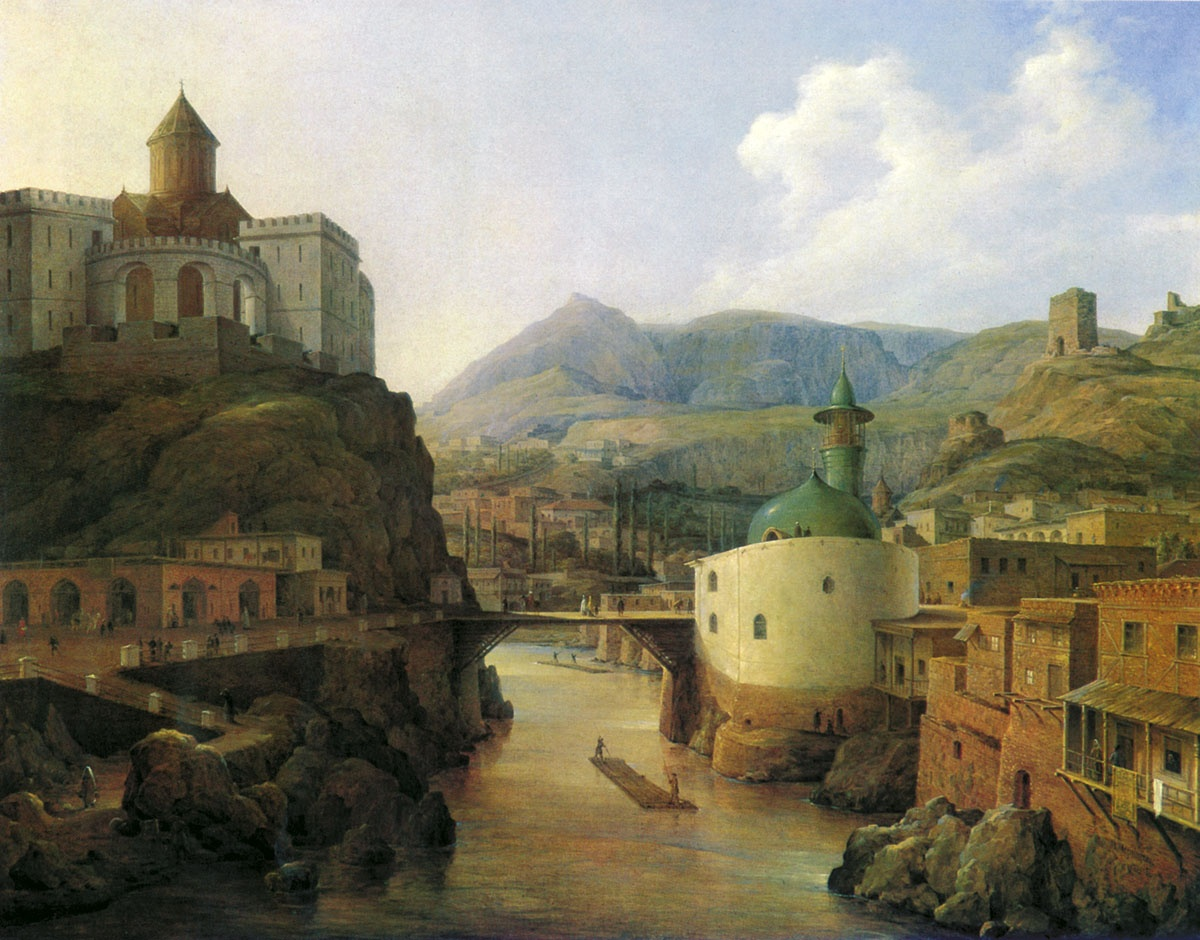
El penya-segat de Metekhi i els seus voltants, per un pintor rus N. G. Chernetsov, 1839. Al davant, es veu la "mesquita del xa Abbas" (segle XVII)

L’actual església de Metekhi dedicada a la Nativitat de Maria s’alça al capdamunt del turó i fou construïda pel rei georgià sant Demetri II cap al 1278–1284. És un exemple una mica inusual d’església ortodoxa georgiana amb cúpula. Posteriorment fou danyada i restaurada diverses vegades. El vali/rei Rostom (r. 1633–1658), nomenat pels safàvides, fortificà la zona al voltant de l’església amb una ciutadella sòlida i hi destinà una guarnició de soldats iranians.
Amb el domini de l’Imperi Rus (establert el 1801), l’església va perdre la seva funció religiosa i fou utilitzada com a caserna (R. G. Suny, p. 93). La ciutadella fou enderrocada el 1819 i substituïda per un nou edifici que funcionà com a presó infame fins a l’era de la Unió Soviètica, i que no fou clausurada fins al 1938.

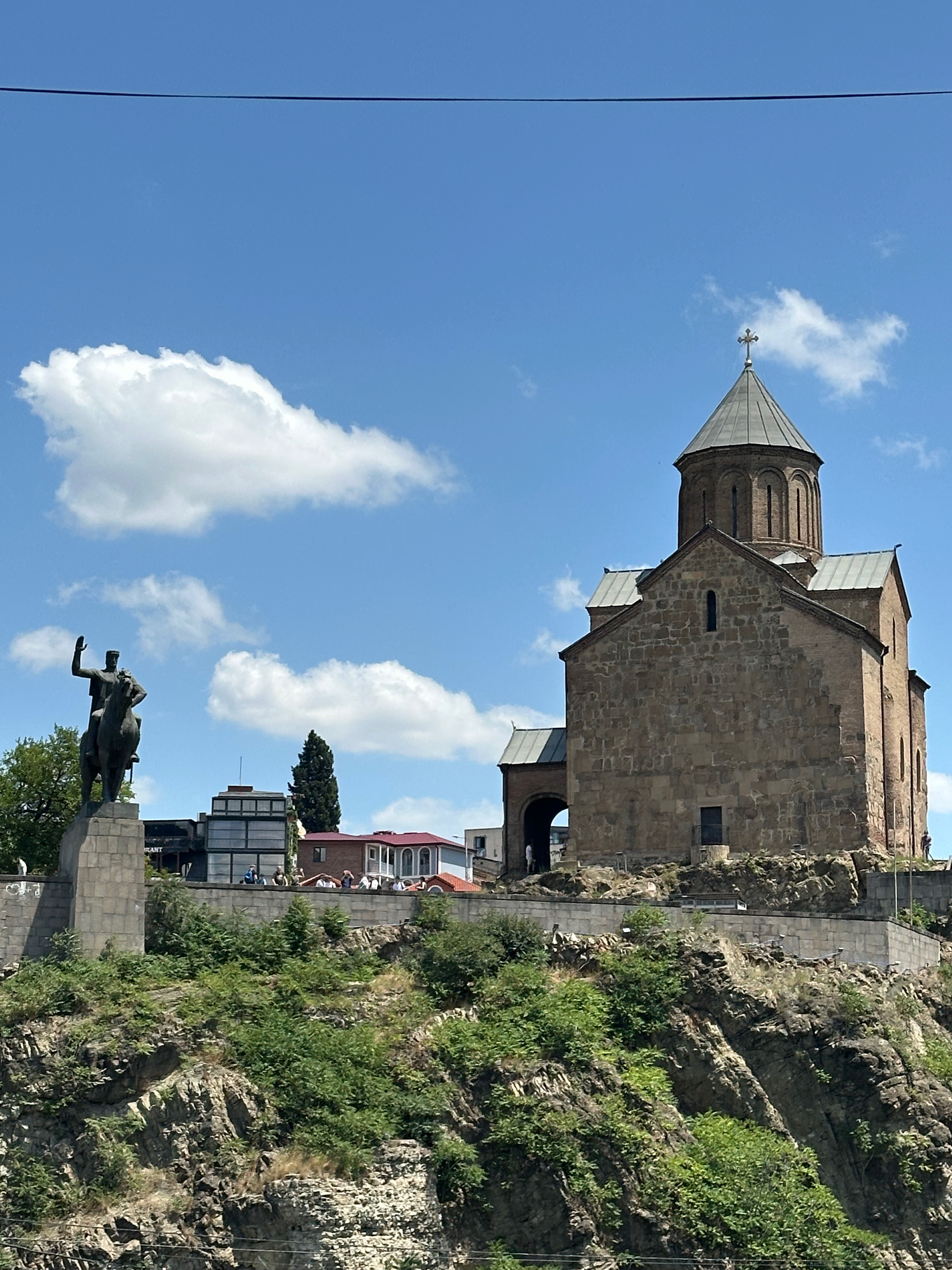
Barri de Metekhi: Església i estàtua de Vakhtang I Cap de Llop

Durant la Gran Purga, el cap del Partit Comunista georgià, Lavrenti Béria, també pretenia destruir l’església, però es trobà amb una ferma oposició d’un grup d’intel·lectuals georgians liderats pel pintor i col·leccionista d’art Dimitri Shevardnadze. Beria els respongué que n’hi hauria prou amb conservar una maqueta de l’església perquè la gent la pogués veure en un museu, i, segons es diu, proposà en privat a Shevardnadze que si renunciava a defensar l’església seria nomenat director d’aquell futur museu. L’artista s’hi negà i fou empresonat i executat. No obstant això, l’edifici es conservà. En l’etapa posterior del període soviètic, l’església fou utilitzada com a teatre. L’any 1961 s’erigí davant l’església l’estàtua eqüestre del rei Vakhtang I Gorgasali, obra de l’escultor Elguja Amashukeli.
A finals dels anys vuitanta, el Patriarca de tota Geòrgia Ilia II va iniciar una campanya, amb un ampli suport popular, per retornar l’església al Patriarcat georgià. Un conegut dissident i futur president de Geòrgia, Zviad Gamsakhurdia, es declarà en vaga de fam en suport d’aquesta reivindicació. Tot i la resistència inicial de les autoritats comunistes locals, l’església tornà a estar en funcionament l’any 1988.